# Пюэль, Полен
Полен Пюэль (фр. Paulin Puel; 9 мая 1997 года, Ницца, Франция) — французский футболист, нападающий испанского клуба «Кастельдефельс».

## Клубная карьера
В детстве Пюэль занимался в ведущих академиях Франции — в «Лилле», «Лионе» и «Ниццы», выпускником которой он в конце концов стал. Играет за вторую команду клуба. Со второй половины сезона 2013/14 подводился к основной команде. 20 апреля 2014 года дебютировал в Лиге 1 в поединке против «Монако», выйдя на замену на 88-й минуте вместо Валентена Эссерика. С сезона 2015/16 года играет в основной команде. В том чемпионате провёл 11 встреч, ни разу не отличившись.

## Карьера в сборной
В 2015 году вызывался в юношескую сборную Франции до 19 лет.

## Семья
Отец Полена — известный французский тренер Клод Пюэль. Есть старший брат, бывший игрок «Ниццы» Грегори Пюэль. Все успехи Полена связываются с отцом, следом за которым он постоянно переходит в команды.